# Irit Dinur
Irit Dinur (en hebreo: אירית דינור‎) es un matemática israelíta. Es profesora de informática en el Instituto de Ciencias Weizmann. Su investigación se basa en los fundamentos de la informática y en la combinatoria, y especialmente en pruebas probabilísticamente comprobables y la dureza de la aproximación.

## Biografía
Irit Dinur obtuvo su doctorado en 2002 en la escuela de informática de la Universidad de Tel-Aviv, asesorada por Shmuel Safra; su tesis se tituló Sobre la dureza de la aproximación de la cubierta mínima de vértice y el vector más cercano en un enrejado. Se unió al Instituto Weizmann después de visitar el Instituto de Estudios Avanzados en Princeton, Nueva Jersey, NEC y la Universidad de California, Berkeley . 
Dinur publicó en 2006 una nueva prueba del teorema de PCP que era significativamente más simple que las pruebas anteriores del mismo resultado.

## Premios y reconocimientos
En 2007, Yad Hanadiv le otorgó el Premio Michael Bruno Memorial en Ciencias de la Computación. Fue oradora plenaria en el Congreso Internacional de Matemáticos de 2010. En 2012, ganó el Premio Anna y Lajos Erdős en Matemáticas, otorgado por la Unión Matemática de Israel. Fue becaria William Bentinck-Smith en la Universidad de Harvard en 2012-2013.